# Sanfatucchio
Sanfatucchio è una frazione del comune di Castiglione del Lago (PG), posta a sud del capoluogo a circa 7 km di distanza.
Il paese si trova ad un'altezza di 301 m s.l.m. ed è popolato da 644 abitanti (1.804 sul sito del Comune). Altre località del territorio sono  Bracacci (288 m, 26 abitanti), Colonnetta, Lacaioli, Mecucciami (281 m, 21 ab.), Muffa (268 m, 128 ab.), Palazzetta (278 m, 15 ab.), Pescia (290 m, 20 ab.), Pucciarelli (291 m, 549 ab.), Poggetto (295 m, 22 ab.), Ceraso (285 m, 30 ab.).

## Storia
Lungo la strada per Vaiano è stata rinvenuta una tomba villanoviana, mentre nei dintorni del paese si trovano tombe etrusche e romane, a testimonianza dell'antico insediamento. In seguito, l'impaludamento della Valdichiana e del Trasimeno ha spostato il centro abitato più in alto, in collina, a causa della malaria.
Il dominio di Perugia, a partire dal XII secolo, favorì l'agricoltura ed il ritorno in pianura.
Il toponimo dovrebbe derivare dall'unione di Fatucchio, nome dell'antico insediamento romano, con il prefisso San-, dovuto alla presenza della chiesa di San Felice (XIII secolo).
Nella chiesa veniva un tempo conservato un piccolo crocifisso bronzeo della Scuola di Donatello, risalente alla metà del Quattrocento, ora conservato presso il Museo dell'Opera del Duomo a Perugia.
Dalla fine del XIX secolo è in funzione una comunanza agraria.

## Monumenti e luoghi d'interesse
- Chiesa di San Felice (XIII secolo), poco fuori dall'abitato, contenente un affresco coevo;
- Chiesa di Santa Maria delle Grazie (fine XVI secolo), all'incrocio tra le strade da Vaiano e da Badia, completamente ristrutturata durante il XIX secolo;
- Chiesetta di Pescia (XVI secolo);
- Magazzini camerali dei duchi Della Corgna, a Palazzo, con chiesetta settecentesca annessa;
- Chiesa di Maria Santissima Assunta (1850), a Pucciarelli.

Monumenti e luoghi d'interesse
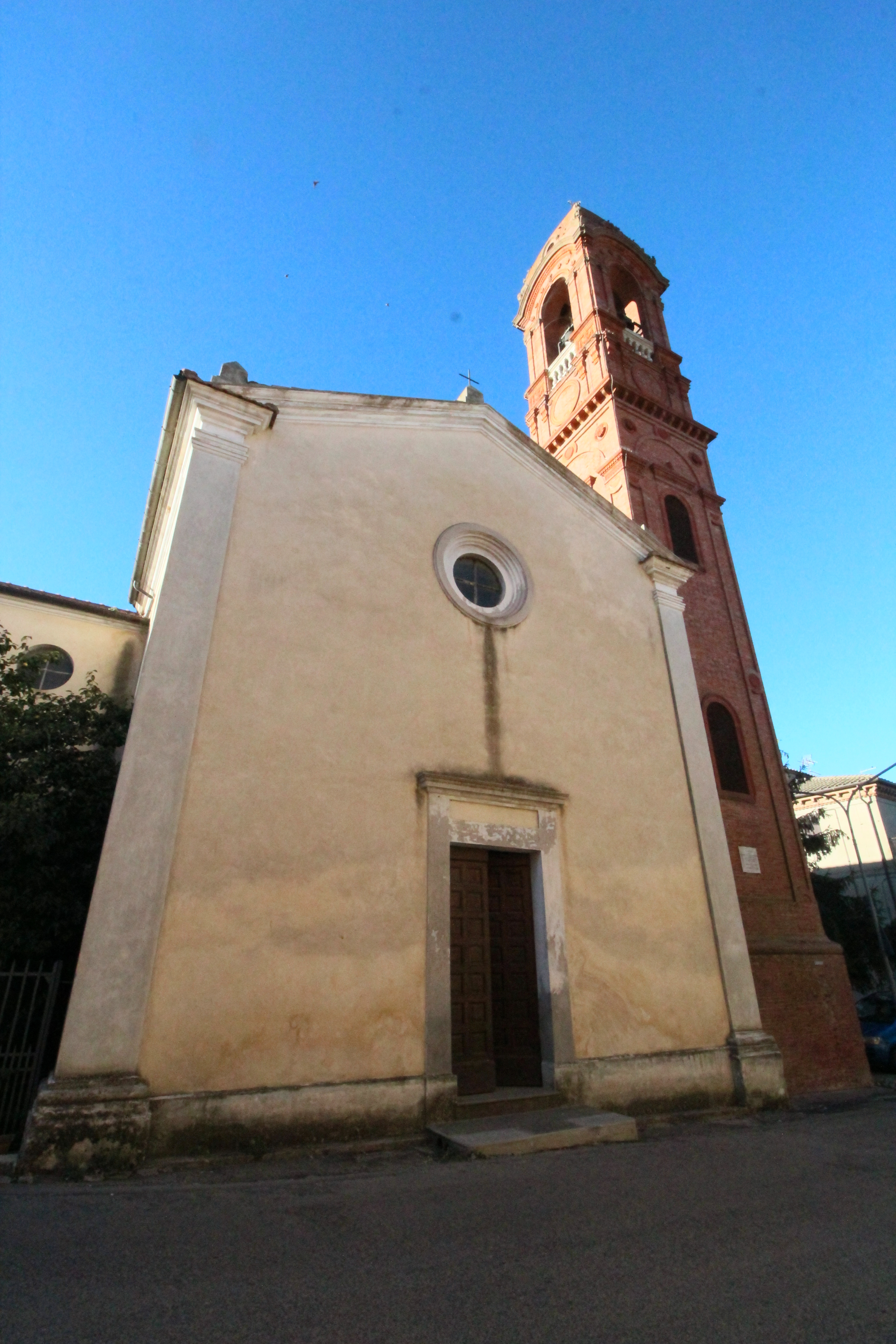
Santa Maria delle Grazie
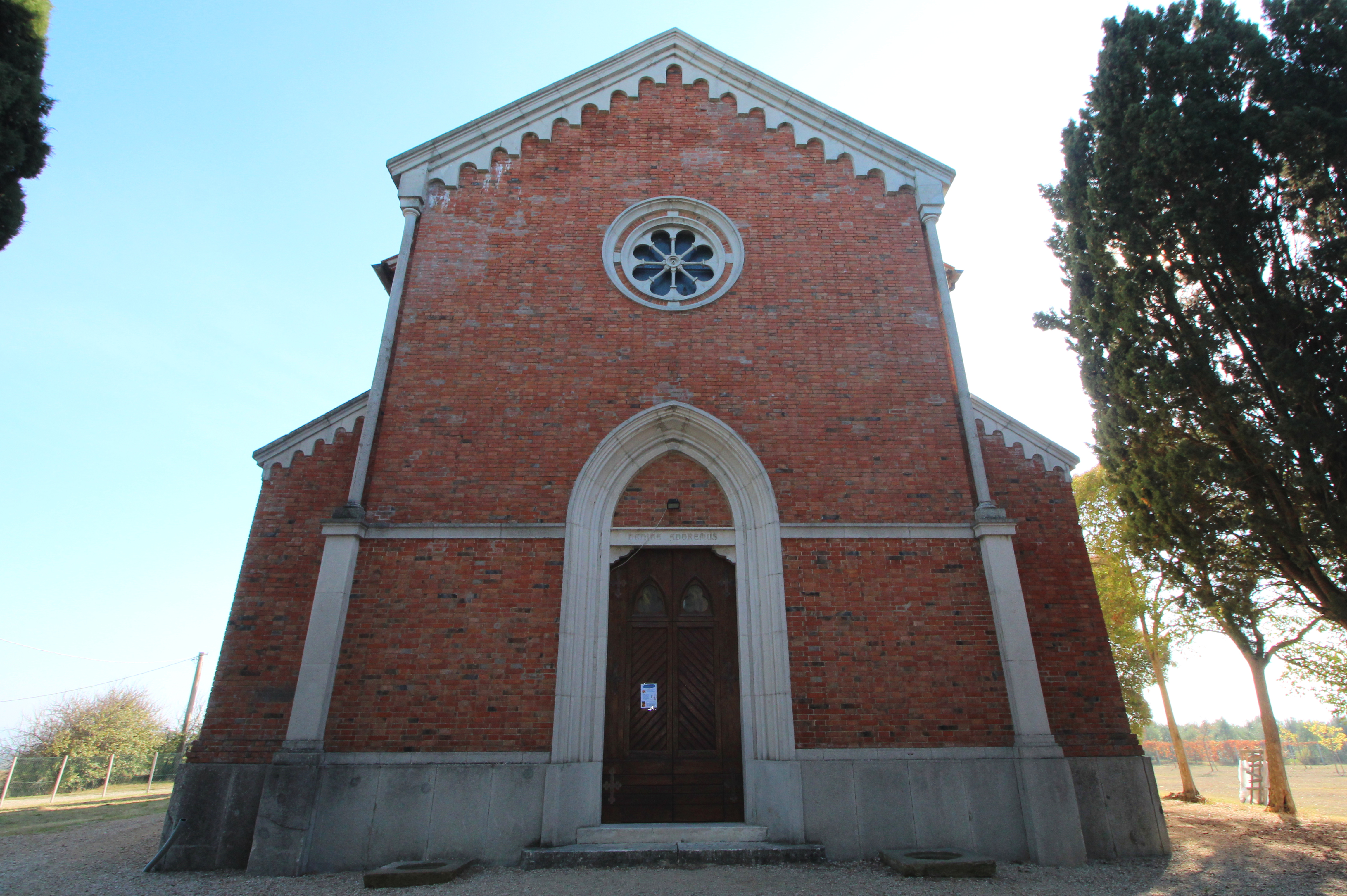
San Felice

## Economia e manifestazioni
Verso la fine di dicembre, si accendono i faloni (grandi falò in piazza).

## Sport
- Società polisportiva San Fatucchio calcio

Free Sisters (calcio femminile)
Stefano Okaka Chuka calciatore professionista